# Амвон

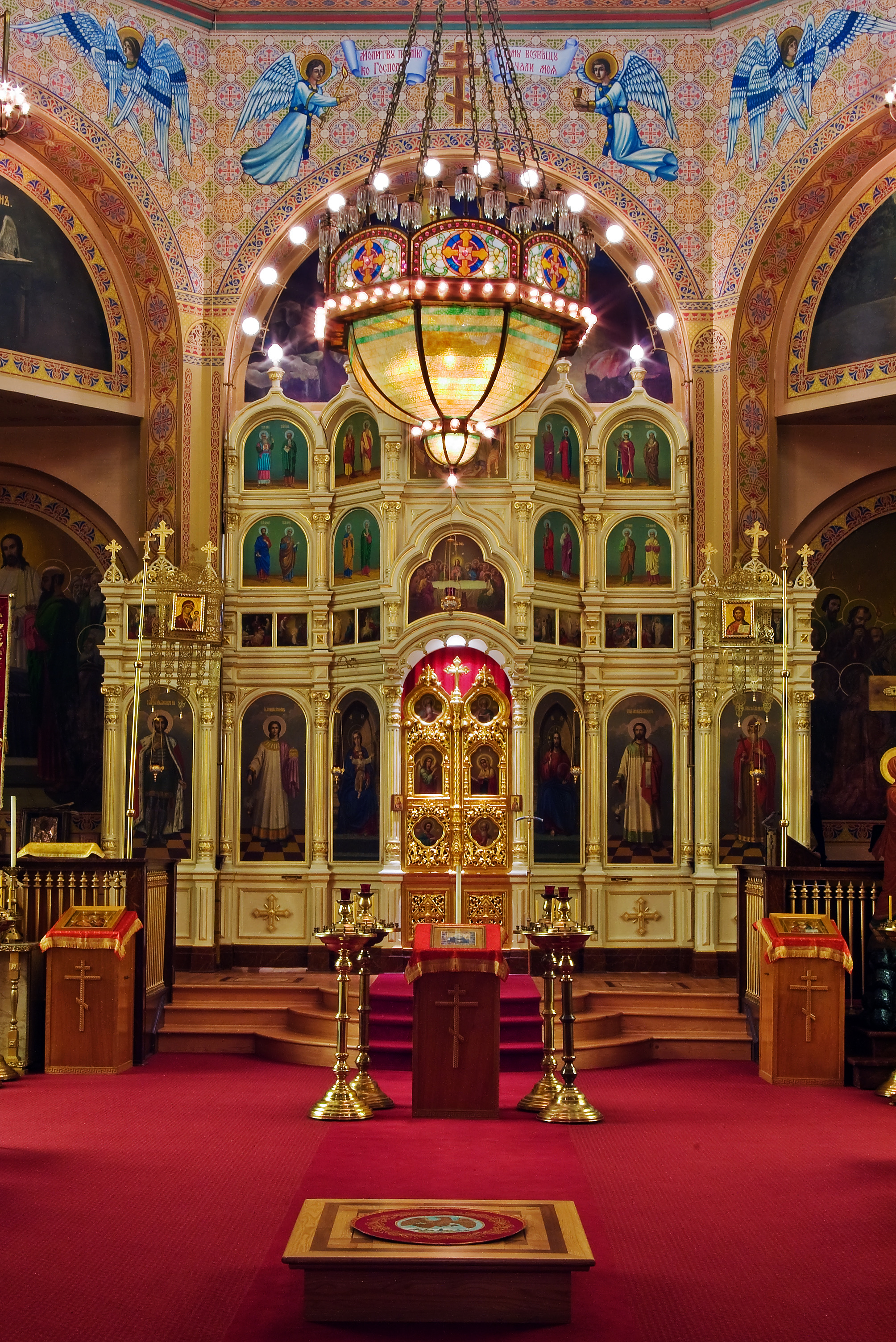

Амво́н, також проповідальниця, казальниця, збін, проповідальня, амбона (дав.-гр. ἄμβων — підвишення)  — У ранньохристиянській та візантійській церкві одна з кафедр, на якій здійснюються окремі елементи богослужіння, виголошуються проповіді; розміщувалась на боці хору під куполом. Зазвичай багато декорується.